# Chester (Virginia)
Chester is een plaats (census-designated place) in de Amerikaanse staat Virginia, en valt bestuurlijk gezien onder Chesterfield County.

## Demografie
Bij de volkstelling in 2000 werd het aantal inwoners vastgesteld op 17.890.

## Geografie
Volgens het United States Census Bureau beslaat de plaats een oppervlakte van
33,9 km², waarvan 33,6 km² land en 0,3 km² water. Chester ligt op ongeveer 52 m boven zeeniveau.

## Plaatsen in de nabije omgeving
De onderstaande figuur toont nabijgelegen plaatsen in een straal van 16 km rond Chester.